# Лазарев (Хабаровский край)
Ла́зарев — рабочий посёлок в Николаевском районе Хабаровского края России. В посёлке есть морской торговый порт Мыс Лазарева.
Образует городское поселение Посёлок Лазарев как единственный населённый пункт в его составе.

## География
Расположен на мысе Лазарева, порт на берегу пролива Невельского, в 360 км к северо-востоку от города Комсомольск-на-Амуре.
Известен своим близким расположением к Сахалину (7,3 км) и недостроенным тоннелем под проливом Невельского, строившимся при Сталине в 1950—1953 гг.

## Климат
Климатическое лето (период со среднесуточной температурой выше +15 °C) в поселке длится около 60 дней. Обычно оно начинается в середине июля и продолжается до конца первой декады сентября. Безморозный период около 120—130 дней. Сумма температур воздуха за период с устойчивой температурой выше 10°С достигает 1600°С. Климатическая зима длится около полугода.
| Показатель | Янв. | Фев. | Март | Апр. | Май | Июнь | Июль | Авг. | Сен. | Окт. | Нояб. | Дек. | Год |
| --- | ---- | ---- | ---- | ---- | --- | ---- | ---- | ---- | ---- | ---- | ----- | ---- | --- |
| Абсолютный максимум, °C | 0    | 0    | 8    | 13   | 18  | 24   | 26   | 25   | 25   | 17   | 8     | 2    | 26  |
| Средний суточный максимум, °C                                                                                                 | −15  | −14  | −6   | 1    | 6   | 14   | 18   | 20   | 16   | 7    | −3    | −12  | 3   |
| Средняя температура, °C | −18  | −20  | −11  | −3   | 3   | 11   | 15   | 17   | 13   | 4    | −6    | −15  | −1  |
| Средний суточный минимум, °C                                                                                                  | −22  | −25  | −17  | −7   | 0   | 8    | 12   | 14   | 9    | 2    | −9    | −19  | −5  |
| Абсолютный минимум, °C | −37  | −40  | −35  | −23  | −6  | −1   | 6    | 5    | 0    | −10  | −27   | −36  | −40 |
| Источник: «TuTiempo.net» (англ.). www.tutiempo.net. Дата обращения: 27 июля 2020. (компиляция данных за период 2005—2012 гг.) |      |      |      |      |     |      |      |      |      |      |       |      |     |

## История
Мыс открыт экспедицией Геннадия Невельского, который и основал село Мыс Лазарева в 1849 году. Мыс и посёлок названы в честь русского адмирала Михаила Петровича Лазарева.

## Население
| 1959  | 1970  | 1979  | 1989  | 1992  | 2000  | 2002  |
| ----- | ----- | ----- | ----- | ----- | ----- | ----- |
| 2444  | ↘2376 | ↗2612 | ↗2695 | ↘2600 | ↘2300 | ↘1964 |
| 2009  | 2010  | 2011  | 2012  | 2013  | 2014  | 2015  |
| ↘1829 | ↘1308 | ↘1299 | ↘1233 | ↘1190 | ↘1151 | ↘1125 |
| 2016  | 2017  | 2018  | 2019  | 2020  | 2021  | 2023  |
| ↘1079 | ↘1027 | ↘998  | ↘976  | ↘948  | ↘912  | ↘878  |
| 2024  |       |       |       |       |       |       |
| ↘847  |       |       |       |       |       |       |

## Экономика
Нефтебаза — участок перекачки нефти ООО «РН-Сахалинморнефтегаз». С 2020 года остановлена и выведена из эксплуатации. С 2021 года передана частной нефтяной компании ООО «ННК-Сахалинморнефтегаз».
Леспромхоз, работавший в советское время, обанкротился, на его базе было образовано несколько небольших компаний по заготовке леса.
Ранее в посёлке действовал морской порт — через него заготавливаемый лес загружали на пароходы и баржи, которые перевозили его в Японию, Филиппины и другие страны АТР.
Во времена СССР было ещё одно предприятие — рыбозавод.